# La Tigresa del Oriente

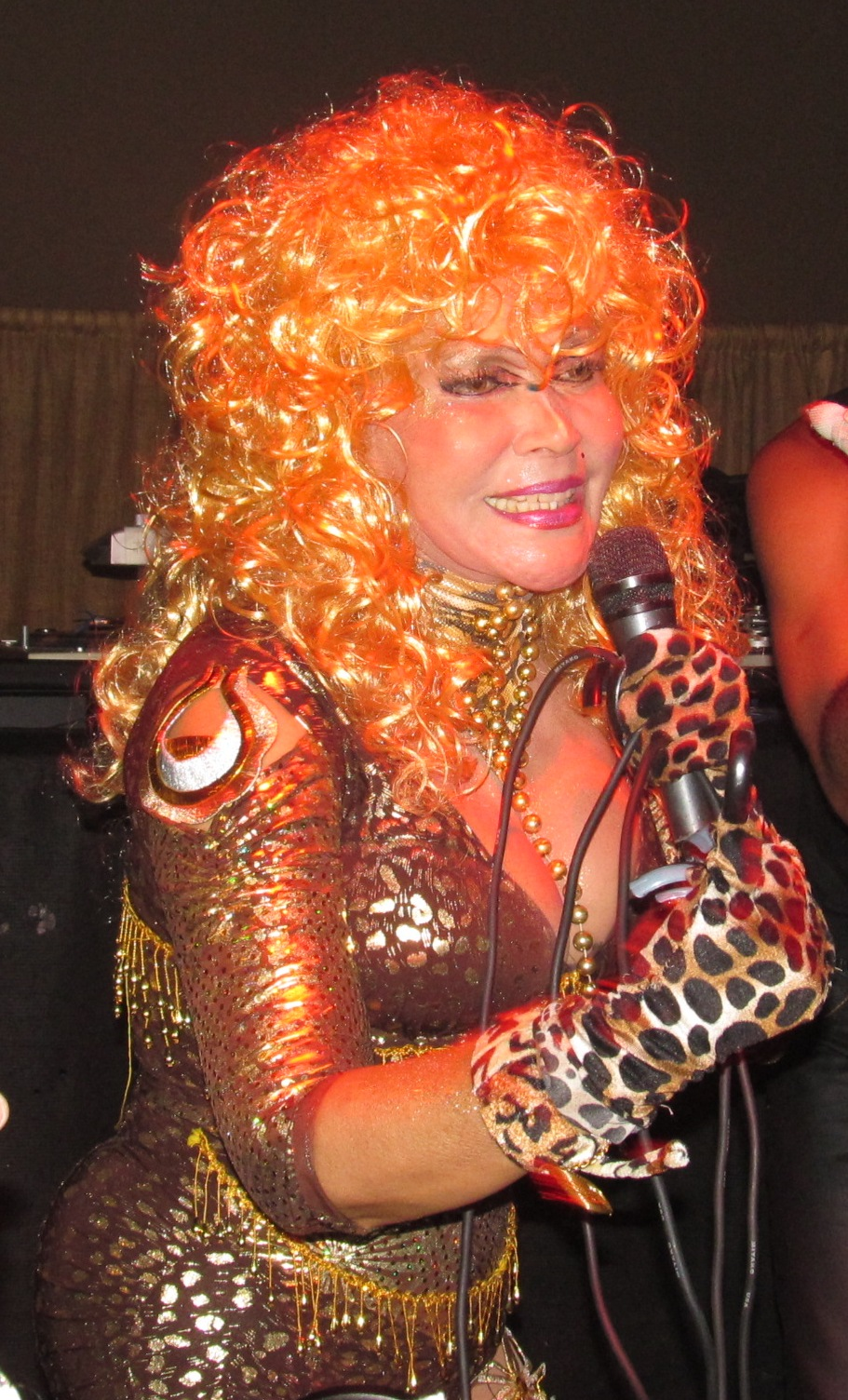
Tigresa del Oriente

Juana Judith Bustos Ahuite, född den 22 av 11 av 1945, i Constancia, Maynas, Peru, mer känd under artistnamnet La Tigresa del Oriente, är en peruansk sångare, frisör och sminkör.
Tigresa del Orientes musikvideor inspelade i peruanska delarna av Amazonas har blivit ett internetfenomen i Latinamerika, (videon till hennes singel "Nuevo Amanecer"  passerade 10 miljoner träffar på Youtube 2009). Efter "genombrottet" på nätet har Bustos kommit att medverka och omskrivas i etablerade medier i Latinamerika och i synnerhet Peru.
La Tigresa är känd för sin leoparddräkt, smink och utseende, och för koreografierna som genomförs av hennes danstrupp omfattande tre kvinnor och en man.
I april 2010 publicerade Tigresa del Oriente en hyllningssång till Israel "En tus Tierras bailare", (I ditt land kommer jag dansa), med de två kitch-stjärnorna Delfin Quishpe och Wendy Sulca. Låten fick snabbt uppmärksamhet i latinamerikansk media och hade på mindre än en månad mer än en miljon träffar och omdebatterats i en rad tv-program och tidningar.  Låten har senare kallats "Youtubes We Are The World" av Calle 13 sångaren Residente.
I augusti 2020 meddelades att hon hade smittats av Covid-19.